# 衍圣公
衍聖公是一個中國公爵爵位名，為孔子家族嫡系後裔的世襲封號，始于北宋。此前孔子嫡長孫世襲爵位稱為奉祀君、褒成君、褒成侯、褒亭侯、奉聖亭侯、宗聖侯、崇聖侯、恭聖侯、鄒國公、紹聖侯、褒聖侯、文宣公等。現任大成至聖先師奉祀官是孔子第七十九代嫡長孫孔垂長。
1935年（民國24年），國民政府改“衍聖公”為“大成至聖先師奉祀官”。衍聖公之名號，從創立至廢止，達880年之久（1055－1935年）；若包括唐玄宗設立公爵（文宣公）之位，達1116年之久（739－1935年）；若從漢高祖十二年（前195年）創設世襲之奉祀君爵位算起，更達2130年（魏安僖王設立的文信君、秦始皇設立的文通君，並非世襲，不計）。
另，四配之一的述聖孔伋（子思）為孔子之直系孫，故亦為衍聖公之直系祖先。因此，歷朝歷代不另立述聖奉祀官，而係以衍聖公之二弟擔任，故職務非世襲。若衍聖公為獨子，其祀則兼祧。

## 簡表

### 宋朝以前
- 戰國魏安僖王時，封孔子八世孫孔謙為文信君，官至相位。
- 秦始皇時，封九世孫孔鮒為魯國文通君，拜少傅。
- 漢高祖十二年（前195年），封孔鮒弟孔騰為奉祀君。
- 漢元帝時，封十三世孫孔霸為褒成君，予食邑八百户，以奉孔子祀，孔霸命长子孔福回曲阜祀孔。漢成帝封十四世嫡长孫孔吉為殷紹嘉侯，奉殷商天子成汤祀，为汉之二王三恪。
- 漢平帝元始元年封十六世孙孔均为褒成侯，漢明帝封十八世孫孔損為褒亭侯，漢安帝封十九世孫孔曜為奉聖亭侯外，兩漢封號仍以褒成侯為主。
- 曹魏改號宗聖侯。晉、宋改號奉聖亭侯。
- 北魏稱崇聖侯，北齊改恭聖侯。北周時，晉封鄒國公。
- 隋朝，隋文帝封鄒國公，隋煬帝改紹聖侯。
- 唐朝初，封為褒聖侯，唐玄宗開元二十七年（739年），孔子被諡為文宣王，乃改褒聖侯為公爵，改称文宣公。

### 衍圣公
- 宋仁宗至和二年（1055年），因不可以祖谥而加后嗣，改孔子四十六世孙孔宗愿文宣公為衍聖公，后一度改为奉圣公，但最终改回衍聖公，之后历代相沿不改。
- 宋高宗南渡，衍聖公孔端友隨其播遷，居浙江衢州，是為孔氏南宗。金朝則命孔端友弟孔端操為「權襲衍聖公事」，代理「衍聖公」祀事。自此孔氏分為南北兩宗，後世以宋金元時期，南宗為大宗、北宗為小宗。
- 元太宗五年（1233年），元太宗以孔子五十一世孙孔元措（北宗）袭封衍聖公。
- 元世祖原欲冊封孔氏南宗，南宗衍聖公孔洙讓爵，官拜國子監祭酒。北宗孔治依舊權襲衍聖公。
- 元武宗於大德十一年（1307年）即位后，农历七月加封至圣文宣王孔子为大成至圣文宣王。
- 元仁宗延祐元年（1314年），北宗孔氏族人上書，指權襲第54代衍聖公孔治之子孔思誠是庶支，應由其族兄、長支孔思晦承襲。仁宗親自考索孔氏宗譜，最終按照「以嫡應襲封者」之標準，裁定以孔思晦襲爵；至此，以北宗為大宗世襲衍聖公。
- 明武宗正德元年（1506年），拜孔氏南宗孔彥繩為正八品翰林院五經博士，子孙世襲。同年，衢州知府沈杰制定孔氏南宗《钦定孔氏家规》，并上奏朝廷钦准刊行。首条曰「遵制典」，要求孔氏南宗子孙严守本分，遵崇制典，不得觊觎衍圣公爵位。

- 民國三年（1914年），北洋政府袁世凱頒布《崇聖典例》，保留衍聖公爵位，仍由曲阜衍聖公孔令貽襲爵。改孔氏南宗五經博士孔慶儀為「大成至聖先師南宗奉祀官」，世襲。

### 大成至圣先师奉祀官
- 民國二十四年（1935年），中華民國國民政府廢清朝世爵，將衍聖公改為大成至聖先師奉祀官，為世襲有給職特任官，後隨中華民國政府遷台。南宗仍世襲「南宗奉祀官」，為簡任官，末任南宗奉祀官為孔祥楷，留中國大陸。
- 民國八十七年（1998年），中華民國政府裁撤「大成至聖先師奉祀官府」（今址為國立中興大學國光路學生宿舍），但保留官職。
- 民國九十七年（2008年），經由孔家同意，中華民國內政部將奉祀官改為無給職。[1]
- 民國九十八年（2009年）九月二十五日，孔垂長襲封大成至聖先師奉祀官；同年修訂《大成至聖先師孔子奉祀及紀念要點》，規定孔子後裔不分性別皆可承襲奉祀官，但是須為孔姓。